# Jorge Coulón
Jorge Coulón Larrañaga (Temuco, 21 de noviembre de 1947) es un músico multiinstrumentista chileno, especialista en instrumentos de cuerda como guitarra, tiple y cuatro. Es uno de los miembros fundadores del grupo Inti Illimani.
Desde la transición a la democracia en Chile, Coulón ha sido candidato para diversos cargos políticos. Además fue director del Centro Cultural de La Florida, y entre 2015 y 2017 se desempeñó como director del Parque Cultural de Valparaíso. El 4 de mayo de 2013 fue uno de los fundadores del movimiento Marca AC, que buscaba redactar una nueva Constitución Política para Chile mediante el establecimiento de una asamblea constituyente.

## Discografía

### Colaboraciones
- 1971 - Se cumple un año ¡¡¡y se cumple!!! (de varios intérpretes)

## Historial electoral

### Elecciones municipales de 1996
- Elecciones municipales de 1996, Valparaíso[4]

| Candidato                    | Pacto                          | Partido | Votos  | %     | Resultado |
| ---------------------------- | ------------------------------ | ------- | ------ | ----- | --------- |
| Hernán Pinto Miranda         | Concertación por la Democracia | PDC     | 58 968 | 44,25 | Alcalde   |
| Alberto Neumann Lagos        | La Izquierda                   | PCCh    | 9857   | 7,40  | Concejal  |
| Eugenio González Bernal      | Unión Por Chile                | ILDRN   | 9366   | 7,03  | Concejal  |
| Jorge Castro Muñoz           | Unión Por Chile                | UDI     | 8844   | 6,64  | Concejal  |
| Alejandro Navarrete Pinochet | Unión Por Chile                | UDI     | 8303   | 6,23  | Concejal  |
| Marisol Paniagua Soto        | Concertación por la Democracia | PPD     | 4780   | 3,59  | Concejal  |
| Reinaldo Sánchez Olivares    | Unión Por Chile                | ILDRN   | 4198   | 3,15  |           |
| Eugenio Trincado Suárez      | Concertación por la Democracia | PDC     | 3463   | 2,60  | Concejal  |
| Jorge Coulon Larrañaga       | Concertación por la Democracia | ILFPS   | 3038   | 2,28  |           |
| Manuel Pérez Jara            | Unión Por Chile                | ILDUD   | 2475   | 1,86  |           |
| Marina Huerta Rosales        | Concertación por la Democracia | PDC     | 1996   | 1,50  | Concejal  |
| Alex Eduardo Guerra Sclavos  | Unión Por Chile                | ILDUD   | 1813   | 1,36  |           |
| Uziel Valle Venegas          | Concertación por la Democracia | PDC     | 1795   | 1,35  | Concejal  |
| Gloria Soler Martínez        | Unión Por Chile                | RN      | 1494   | 1,12  |           |
| Rafael Aguirre               | Concertación por la Democracia | PRSD    | 1299   | 0,97  | Concejal  |

### Elecciones municipales de 2008
- Elecciones municipales de 2008, Valparaíso[5]

| Candidato                             | Pacto                    | Partido | Votos  | %     | Resultado |
| ------------------------------------- | ------------------------ | ------- | ------ | ----- | --------- |
| Eugenio Osvaldo Trincado Suárez       | Concertación Democrática | PDC     | 14 152 | 12,59 | Concejal  |
| Eugenio González Bernal               | Alianza por Chile        | ILE     | 11 054 | 9,83  | Concejal  |
| Alberto Neumann Lagos                 | Juntos Podemos Más       | PCCh    | 8995   | 8,00  | Concejal  |
| Luis Soto Ramírez                     | Alianza por Chile        | UDI     | 5593   | 4,98  | Concejal  |
| Jaime Barrientos Ramírez              | Alianza por Chile        | UDI     | 5375   | 4,78  | Concejal  |
| Marina Huerta Rosales                 | Concertación Democrática | PDC     | 4941   | 4,40  | Concejal  |
| Máximo Silva Herrera                  | Alianza por Chile        | RN      | 4111   | 3,66  | Concejal  |
| Katrina Sanguinetti Tachibana         | Concertación Democrática | PS      | 4098   | 3,65  | Concejal  |
| Guillermo Gutiérrez Murga             | Alianza por Chile        | RN      | 3952   | 3,52  |           |
| Manuel Murillo Calderón               | Concertación Progresista | PPD     | 3868   | 3,44  | Concejal  |
| Absalon Opazo Lazcano                 | Concertación Democrática | PDC     | 3667   | 3,26  | Concejal  |
| María Isabel Molina Lavandera         | Alianza por Chile        | UDI     | 3436   | 3,06  |           |
| Alejandro Ramón Navarrete Pinochet    | Alianza por Chile        | UDI     | 3307   | 2,94  |           |
| Ruth Cáceres Cortés                   | Alianza por Chile        | ILE     | 2666   | 2,37  |           |
| Abel Jonatan Gallardo Pérez           | Concertación Democrática | PS      | 2590   | 2,30  |           |
| Rodolfo Antonio Bickell Dumas         | Concertación Democrática | PDC     | 2534   | 2,25  |           |
| Francisco Javier Baeza Vallejos       | Concertación Democrática | PDC     | 2202   | 1,96  |           |
| Enrique Alejandro Araya Gutiérrez     | Concertación Progresista | ILF     | 2097   | 1,87  |           |
| Jorge Coulon Larrañaga                | Juntos Podemos Más       | ILD     | 2026   | 1,80  |           |
| Christian Antonio Amarales Valenzuela | Juntos Podemos Más       | PH      | 1818   | 1,62  |           |

### Elecciones parlamentarias de 2013
- Elecciones parlamentarias de 2013 a Diputado por el distrito 13 (Valparaíso, Isla de Pascua y Juan Fernández) [6]

| Candidato                   | Pacto                          | Partido | Votos  | %     | Resultado |
| --------------------------- | ------------------------------ | ------- | ------ | ----- | --------- |
| Aldo Cornejo González       | Nueva Mayoría                  | PDC     | 34 328 | 29,64 | Diputado  |
| Joaquín Godoy Ibáñez        | Alianza                        | RN      | 24 925 | 21,52 | Diputado  |
| Jorge Coulón Larrañaga      | Nueva Mayoría                  | ILC     | 21 326 | 18,41 |           |
| Jaime Barrientos Ramírez    | Alianza                        | UDI     | 13 394 | 11,56 |           |
| Daniela López Leiva         | Independiente (Fuera de pacto) | IND     | 7626   | 6,58  |           |
| Sebastián Farfán Salinas    | Partido Humanista              | PH      | 7362   | 6,35  |           |
| José Andrés González Neira  | Si tú quieres, Chile cambia    | PRO     | 4364   | 3,76  |           |
| José Andrés Otarola Cáceres | Nueva Constitución para Chile  | PI      | 2484   | 2,14  |           |

## Libros
- Al vuelo, Editorial Medusa, 1989
- La sonrisa de Víctor Jara, Editorial USACH, 2009[7]
- Flores del mall, Editorial USACH , 2011.